# Tillandsia magnusiana
Tillandsia magnusiana là một loài thuộc chi Tillandsia. Đây là loài bản địa của México.

## Hình ảnh

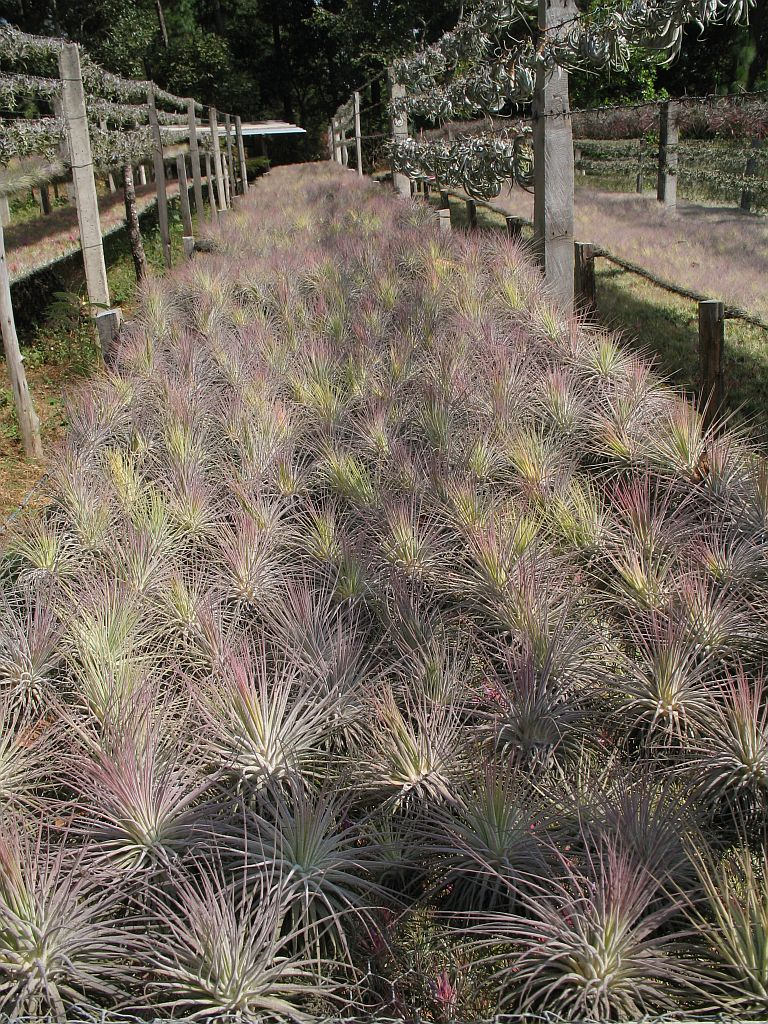
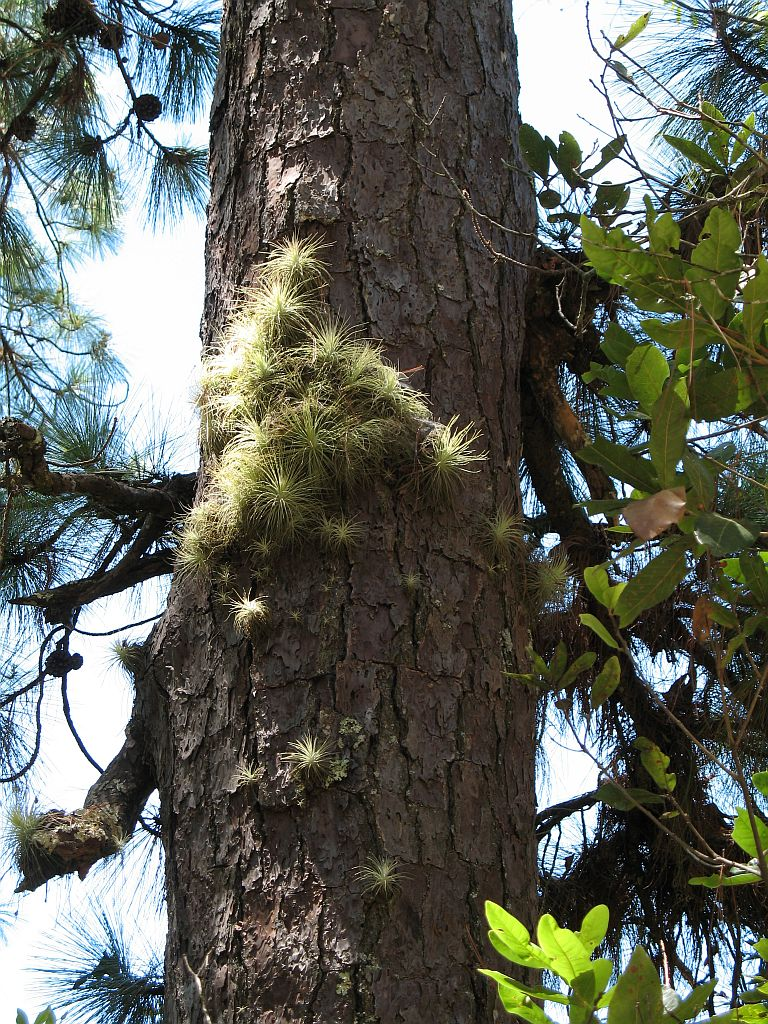
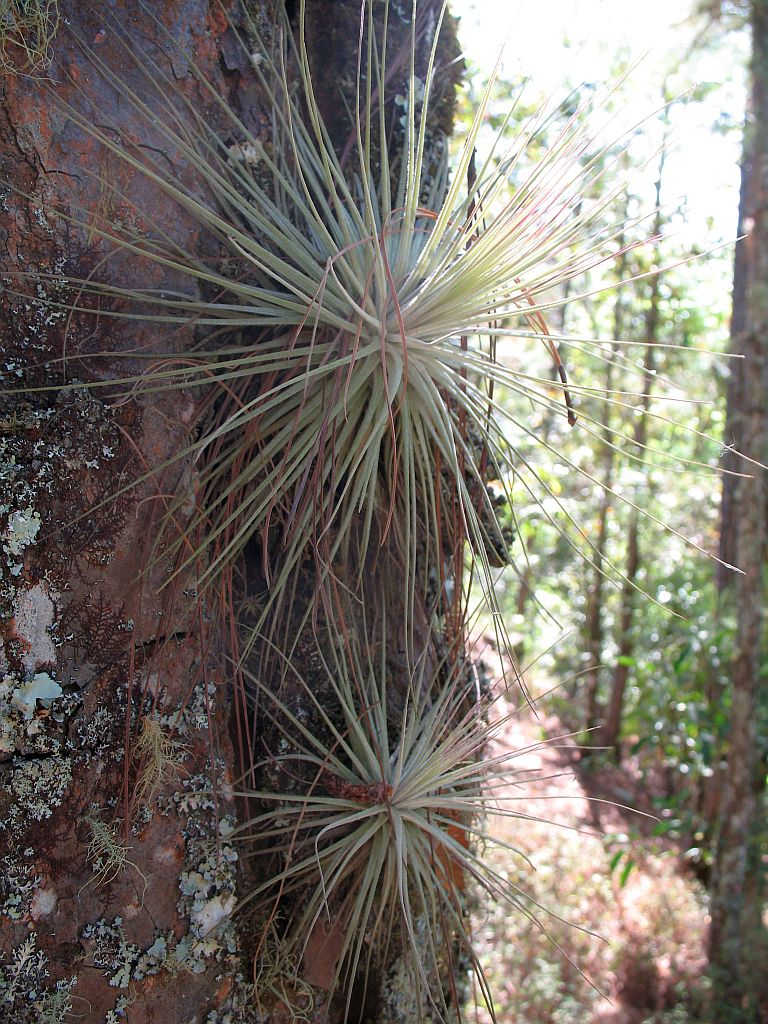

## Giống
- Tillandsia 'Magic Blush'